# Баньолийци
Баньолийците (на френски: Bagnolians) са били секта през 8 век, считана за еретическа. Обитавали са Баньол (град в Лангедок, Франция), от където наследяват и името си. Те отхвърляли Старият Завет и част от Новият Завет, смятали света за вечен и твърдели, че Бог не бил създал душата, когато я е влял в тялото. Доктрината им е била сходна с тази на Манихеите.